# Tomba de Nebamun
La tomba de Nebamun contenia un conjunt de pintures murals de la dinastia XVIII que es trobaven a la necròpoli de Tebes; actualment es troben al British Museum de Londres. Tenia les millors pintures de les tombes de l'antic Egipte, creades per a un funcionari de nivell mitjà per un artista desconegut. La tomba complia la funció d'enterrament de Nebamun i la seua esposa, i incloïa una zona accessible que era una capella funerària, on els familiars podien fer cerimònies.
Al 1820 la descobrí Giovanni d'Athanasi. Per ordre d'Henry Salt, les pintures murals en foren retirades, i els onze fragments més importants són ara al Museu Britànic, una de les més famoses obres d'art de l'antic Egipte. Daten de 1400-1350 ae, del regnat de Tuthmosis IV o Amenofis III, de la dinastia XVIII. Després de deu anys de restauració, les pintures es tornaren a exposar al 2009.

## Nebamun
En tots els murals el nom de Nebamun està danyat, però es pot reconstruir fàcilment. El seu títol complet és Escriba i Comptable del graner de cereals del diví Amon. Aquest títol no era gaire important, però sí prou perquè es construïra una tomba en treballar per al temple de Karnak, una de les institucions més poderoses de l'època. Probablement s'ocupava de la recollida i subministrament del gra, propietat reial. Les escenes agrícoles trobades a la tomba eren un tema freqüent entre les persones amb aquest títol.
No sobreviu cap inscripció que testimonie quan visqué Nebamun, però l'estil de les pintures apunten cap al regnat de Tuthmosis IV (ca. 1397-1388 ae) i Amenofis III (ca. 1388-1351 ae). La semblança estilística amb les tombes de Najt (TT52) i Menna (TT69) fa que alguns egiptòlegs suposen que foren pintades pel mateix artista o artistes.

## Pintures

### Ofrena
L'ofrena d'aliments per al mort propietari de la tomba és un tema clau en la capella funerària: reflecteix la seua finalitat principal i és un dels motius més antics de l'art funerari egipci. A la capella se celebrava el culte a Nebamun, tant en el seu funeral com en diversos festivals.
Les restes conservades i escenes semblants d'altres tombes indiquen que el fragment era part d'un quadre major, en què el fill fa una ofrena ritual a son pare mort. L'escena era alhora un ideal de com persistir després de la mort, i una representació dels sacrificis que es feien ací. D'Athanasis intentà portar-se'n només la presentació de les ofrenes, com es pot veure en un tall en la cantonada superior dreta, on es feu un primer intent d'arrencar l'escena de la paret abans de fer-ho amb un tros major.

### Banquet
L'escena del banquet es compon de tres fragments ubicats al British Museum i dos de més petits al Museu de Belles Arts de Lió. El banquet és una de les principals escenes representades en les capelles funeràries de la dinastia XVIII. Es mostra la reunió a la tomba d'amics i parents del seenyor, entretinguts per ballarins i músics mentre se serveix menjar, vi i perfum. Algunes de les persones assistents ja han mort perquè s'hi suggereix una representació idealitzada de les celebracions. També mostra el tipus de vida que el mort duia en vida, i dels seus familiars i coneguts.

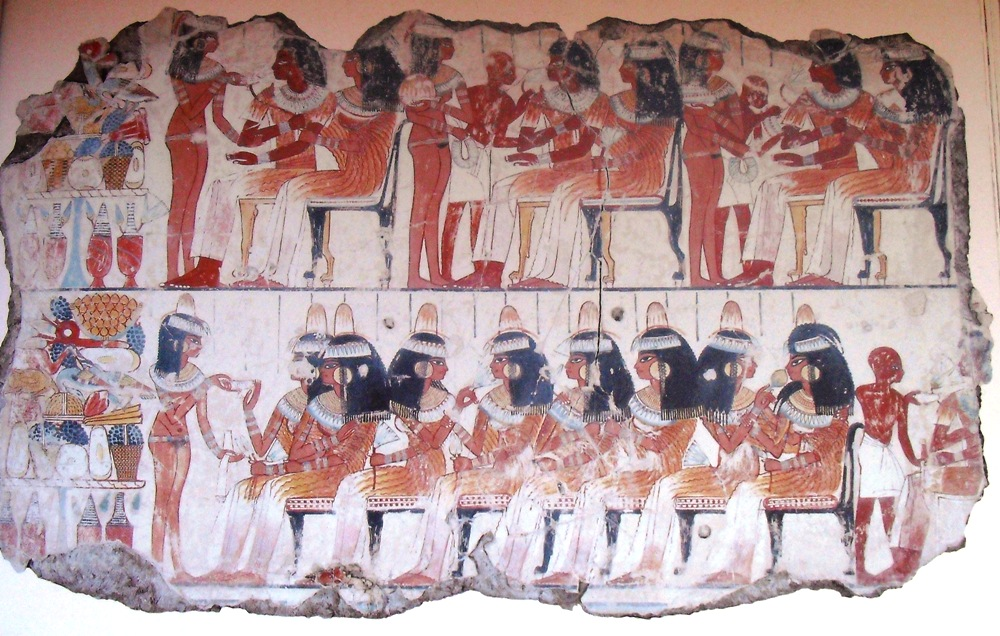
Fragment de l'escena del banquet
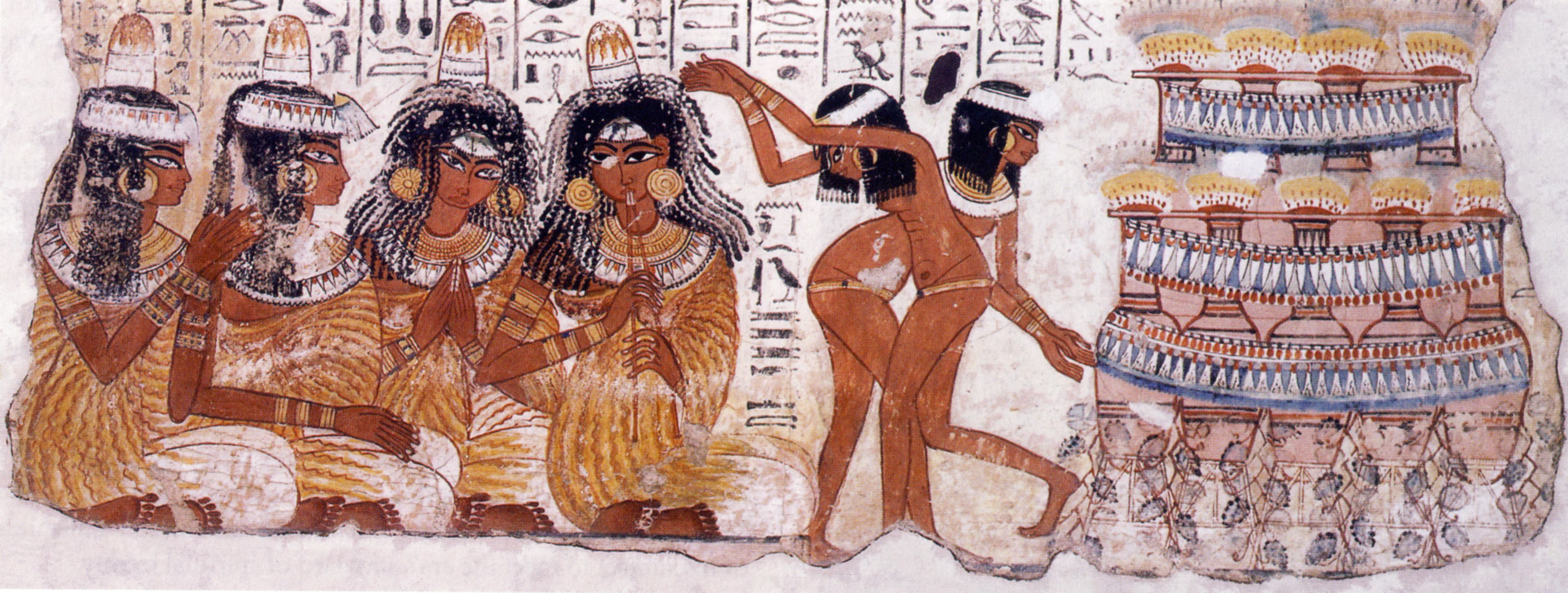
Fragment de l'escena, amb músiques i ballarines
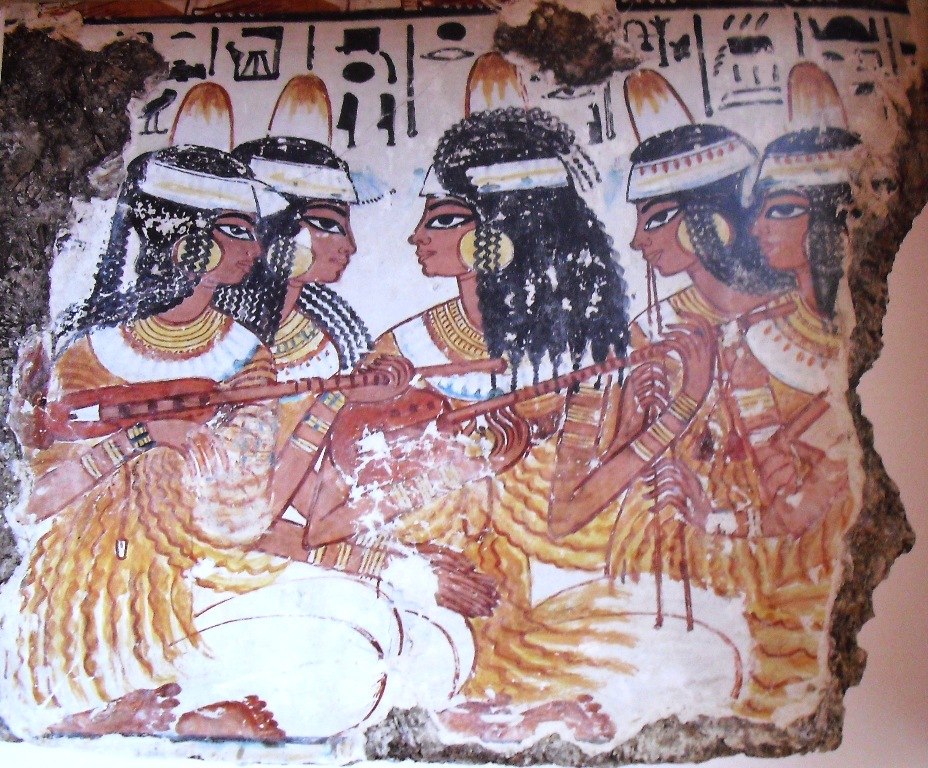
Detall de l'escena del banquet, amb les intèrprets d'arpes i flautes
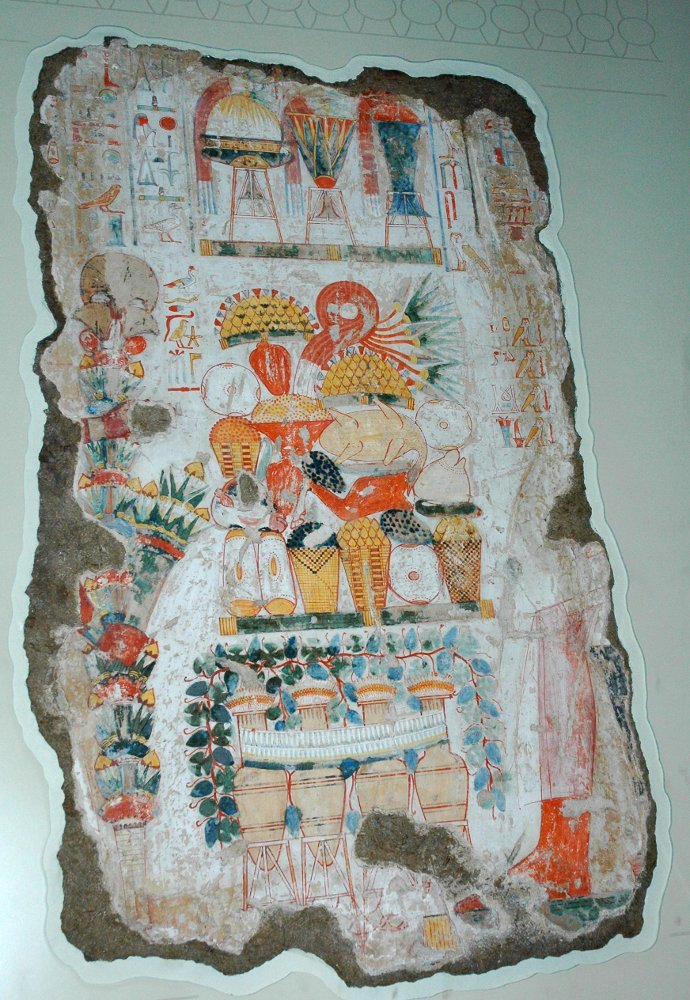
Ofrena funerària de la capella de Nebamun

### Supervisió de la recollida de productes
Aquesta escena està en tres fragments, disposats en dos registres. Mostren Nebamun mentre supervisa els animals de les mercaderies de les quals s'encarregava. Aquests animals domèstics eren un luxe en la preparació d'aliments, i la curosa composició de l'escena palesa la prosperitat i la vitalitat del temple d'Amon. Aquesta escena representa l'abundància que Nebamun esperava en l'altra vida i també reflecteix la seua carrera professional.

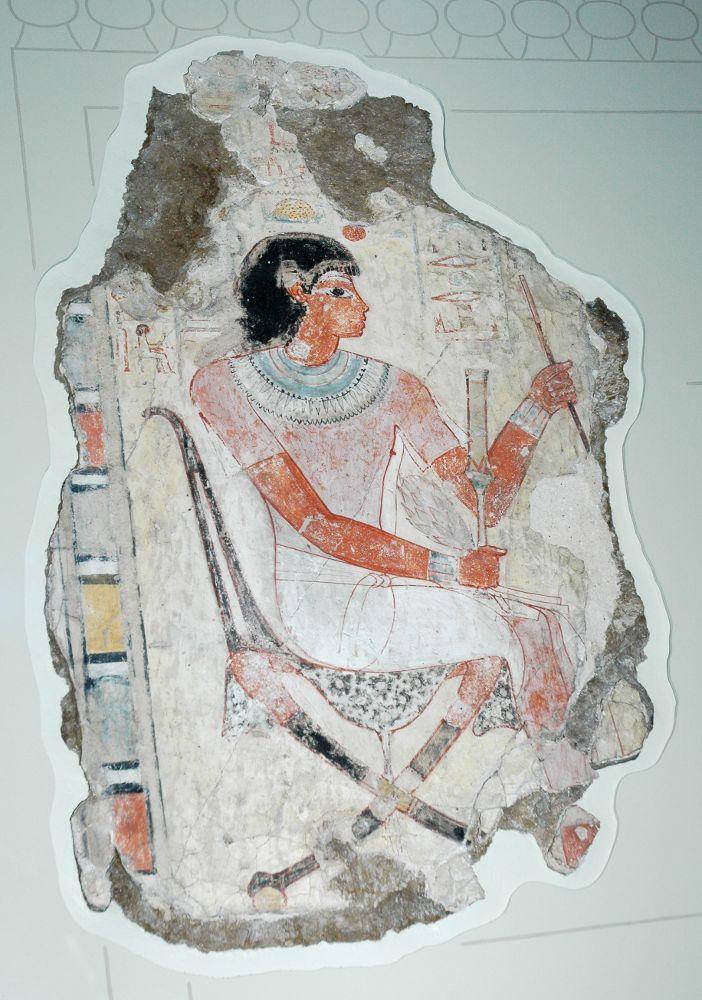
Nebamun, revisió de la producció agrària
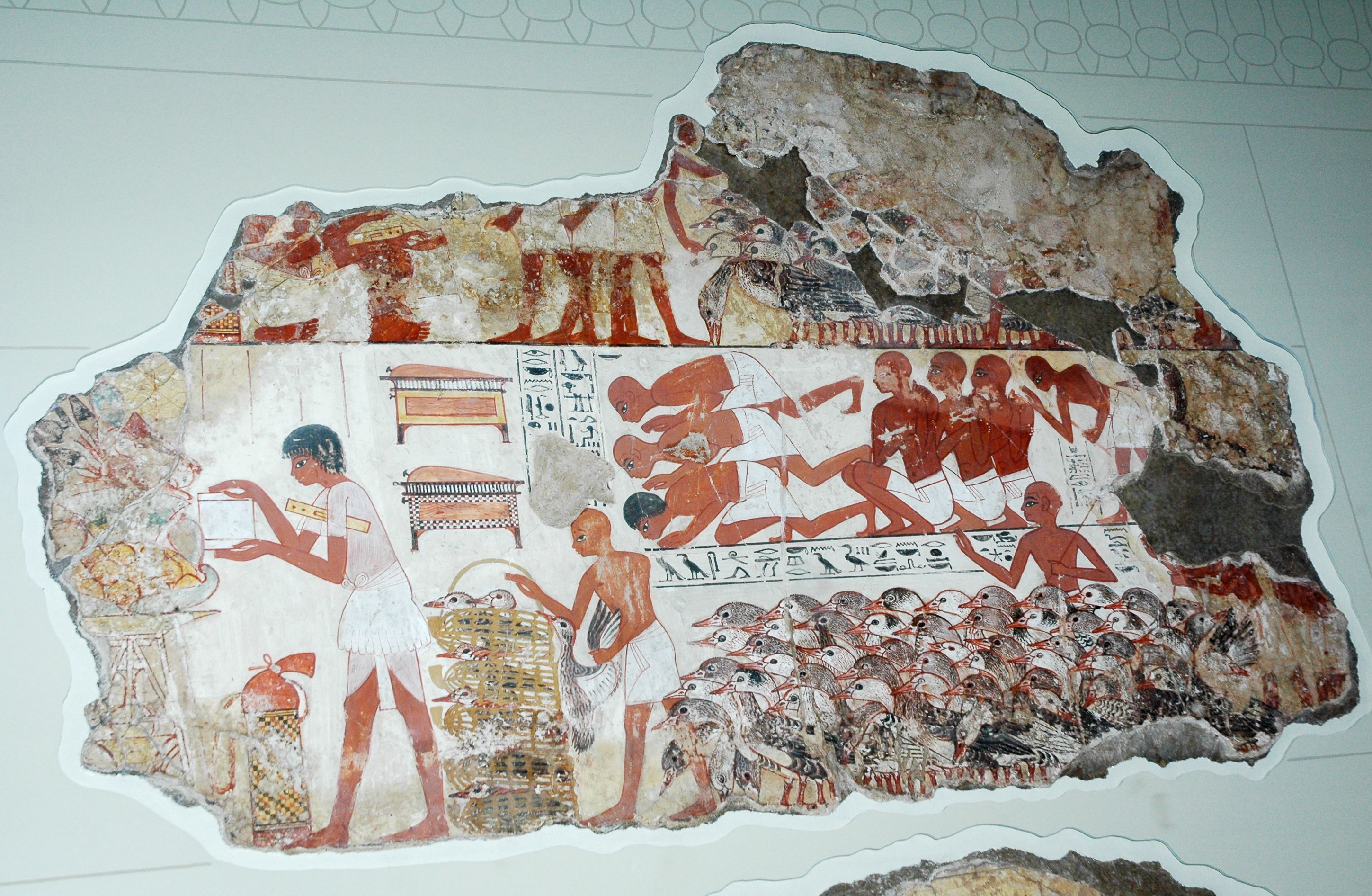
Presentació de les oques
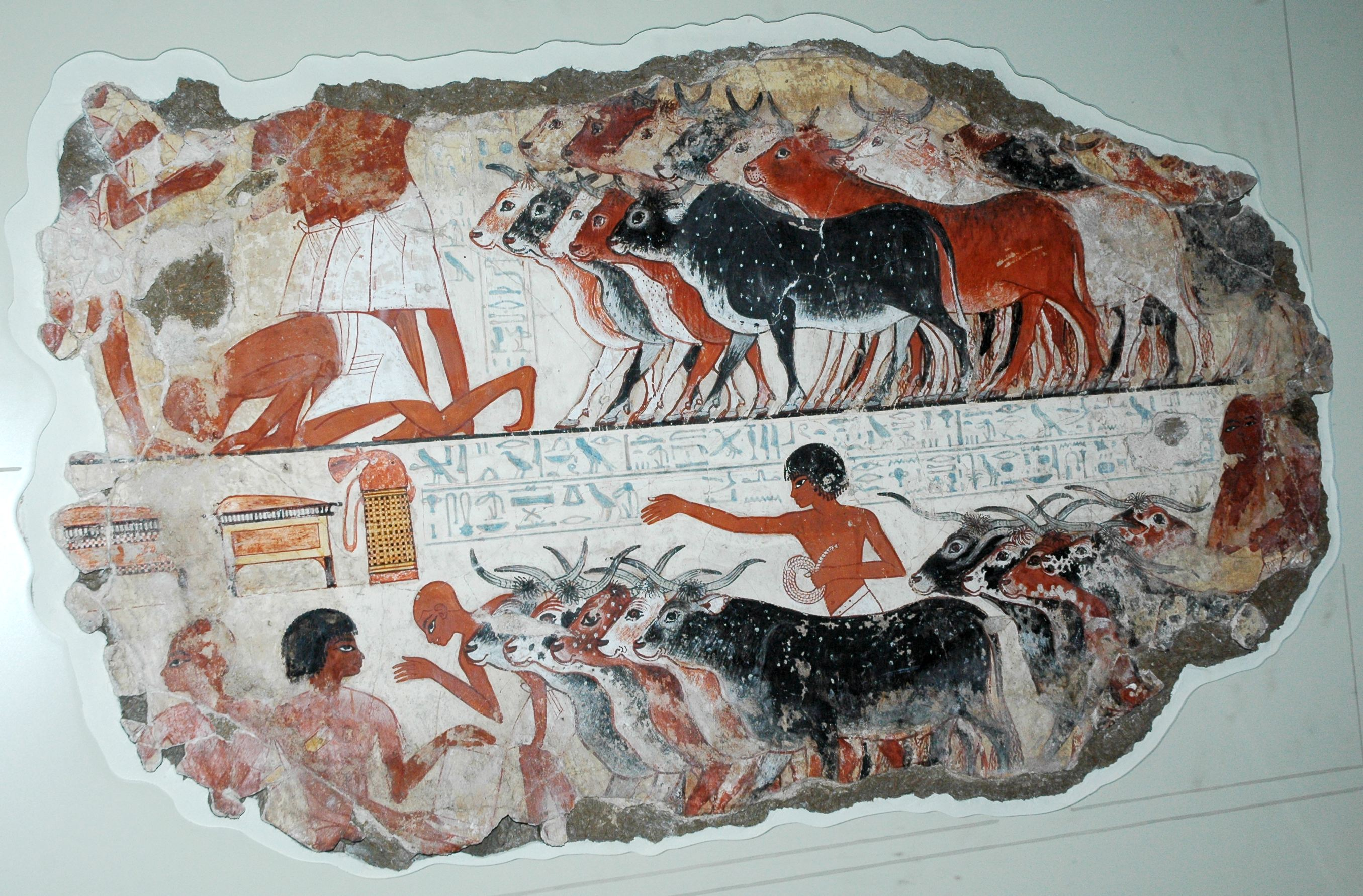
Presentació del bestiar boví
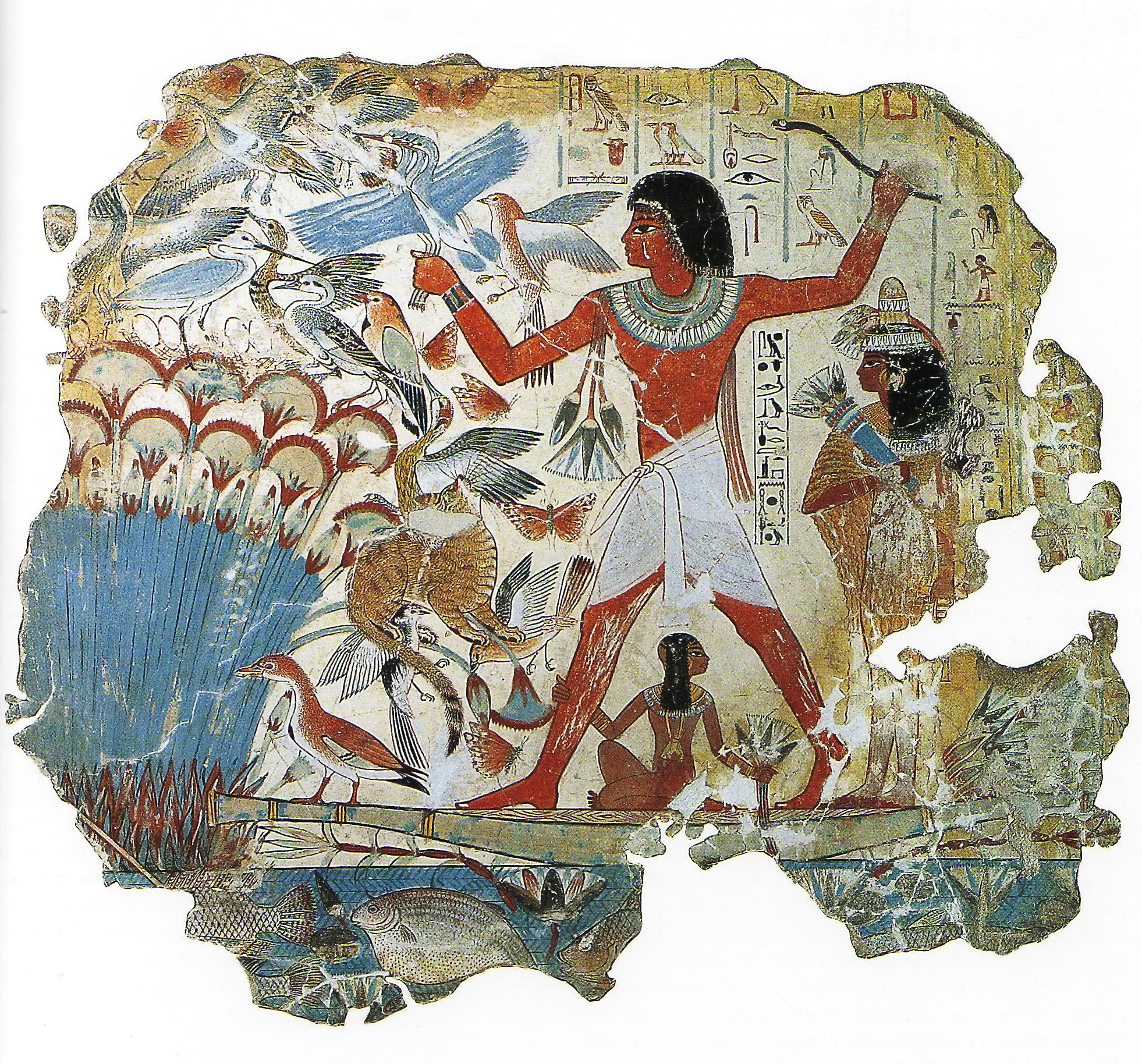
Caça entre papirs

### El jardí occidental
Aquest quadre mostra un jardí en el Més enllà (l'Oest) on una dea rep a Nebamun en un oasi paradisíac. Al centre del jardí hi ha un safareig amb peixos i dues oques o ànecs nadant amb tres pollets. Entre les línies ondades apareixen flors, brots i fulles de lotus. La riba de l'estany és plena de papirs i altres plantes, envoltada amb fileres de sicòmors, figueres i palmeres.
Al cantó superior dret hi ha entre els sicòmors la figura d'una deïtat amb una ofrena de fruites. És la dea del cel, Nut, la garant del renaixement. Dona la benvinguda al jardí com un lloc sagrat de felicitat eterna i benestar.